# Most mladosti
Most mladosti cestovni je, tramvajski i pješački most preko rijeke Save u Zagrebu, dugačak 300 m. Spaja Zapruđe na istoku Novoga Zagreba i Savicu na lijevoj obali Save. Izgrađen je 1974. kako bi se Most slobode rasteretio. 
Prema projektu Vojislava Draganića, konstrukcija grednog mosta je čelična s prilazima od prednapetih betonskih nosača. Širinom od 36 m i predviđenim prostorom za tramvajsku prugu, novi most je zadovoljio sve prometne zahtjeve brzog i gustog automobilskog prometa. Most čini prometnica sa šest traka s dva tramvajska kolosijeka u sredini te uski nogostup uz bučnu prometnicu, što most čini neprivlačnim pješacima.